# Болото в урочищі «Солонці»
«Болото «Солонці» » — заповідне урочище місцевого значення. Пам'ятка природи розташована на території Бориспільського району Київської області. 
Урочище знаходиться в адміністративних межах Студениківської сільської громади Бориспільського району. Об’єкт
створено рішенням Київського облвиконкому від 18 грудня 1984 р. № 441 «Про класифікацію і мережу територій та об’єктів природно-заповідного фонду області». Землекористувачем є Жовтнева сільська рада.
Урочище є типовим болотом в лісостеповій зоні із заростями осоки, очерету, рогози. В середньовікових дубових насадженнях
зростає конвалія травнева – цінна лікарська рослина.